# Distretto della Capitale Nazionale
Il  distretto della Capitale Nazionale  è l'area incorporata attorno alla capitale della Papua Nuova Guinea, Port Moresby. Appartiene alla regione di Papua.
| Controllo di autorità | GND (DE) 7500201-2 |

1. ↑  (EN) National Statistics Office - Population at a glance, su nso.gov.pg. URL consultato il 20 febbraio 2016 (archiviato dall'url originale il 27 marzo 2016).